# 密西根体育场
密西根体育场（Michigan Stadium）是世界上最大的校园球场，隶属于密西根大学。这座建于1927年的球场经过历次扩建，成为了西半球最大的球场，也是世界第三大球场，可容納超過十萬人。2013年9月7日，在密西根大学狼獾队主场对阵宿敌圣母大学爱尔兰战士队的比赛中，密西根球场以115106人的上座人数刷新了NCAA美式足球比赛观众的记录。

## 简介
密西根体育场是位于美国密西根州安娜堡市的一座大学运动场，属于密西根大学。它是密西根大学在NCAA的橄榄球队——狼獾队（Wolverines）的主场，2010年扩建以后观众容量超过11万人，超过了宾夕法尼亚州立大学的海狸大球场（Beaver Stadium）和德克萨斯大学的长角体育场（Longhorn Stadium），成为了西半球最大的球场，以及世界上第三大的室外球场。如果算上所有的体育设施（包括赛车赛道以及赛马场等），密西根体育场的大小在世界上排名第31位。由于密西根大学橄榄球队是一支劲旅，再加上巨大的观众容量以及热烈的主场气氛，这座球场成为了美国大学生体育联赛里著名的魔鬼主场，昵称是“大房子”。

## 介绍
在这个球场建成以前，密西根大学狼獾队的主场是容量为40000人的菲力球场（Ferry Field）。但是随着密西根大学的橄榄球队在十大联盟（Big Ten）以及NCAA系列碗赛的战绩越来越出色，40000人的容量已经无法满足观众的需求，因此在1926年在菲尔丁·约斯特的建议下学校决定学习耶鲁大学的耶鲁碗球场（Yale Bowl），建立一座大型的现代化球场。而密西根大学的死敌、七叶树狼獾德比的对手俄亥俄州立大学的主场的建立更加坚定了学校的这一想法。这座球场最早于1926年9月12日破土动工，建成于1927年10月1日，建设费高达950000美元（换算之后相当于2013年的12600000美元）。最初它的观众容量约为82000人。

1927年密西根狼獾队把主场迁到了密西根体育场，菲力球场就被改造成了田径场地，仍然作为密西根狼獾队的田径队主场。后来，这座球场又先后扩建了6次，分别是在1928年，1949年，1955年，1992年，1998年和2010年，其中2010年，学校还耗费巨资（约226000000美元）对球场还进行了全面翻新。球场的官方容量为109901人，实际可以容纳超过115000人。

在1965年以前，密西根州法规定小孩和妇女不可以去观看体育比赛，然而这项规则在密西根大学被打破。沙拉·科卢韦齐（Sara Krulwich）成为了第一个在球场观战的女性，现在她已经是纽约时代杂志的摄影师。自从1975年以后，每一场密西根大学橄榄球队的主场比赛，观众都超过了10万人，截止到2011年已经有238场比赛观众突破10万。 自从伍迪·海耶斯（Woody Hayes）和薄·辛巴克勒（Bo Schembechler)的十年战争开始，密西根体育场就成为了全国关注的焦点之一。
这座球场是NCAA著名的魔鬼主场，特别是在对阵密西根大学的几个死敌或劲敌（密西根州立大学斯巴达人队、俄亥俄州立大学七叶树队、圣母大学爱尔兰战士队、明尼苏达大学金色地鼠队、爱荷华大学鹰眼队、宾夕法尼亚州立大学尼塔尼雄狮队）的时候，现场氛围十分激烈。

## 历史
- 1817年，密西根大学建校。
- 1836年，密西根大学迁往安娜堡。
- 1870年，密西根大学成立校队密西根大学狼獾队。
- 1925年，密西根大学花费240000美元购买了后来成为密西根体育场的土地。这片土地位于一个泉眼上方，曾经是密西根大学的水源。
- 1926年，作为主场的菲丽球场被再度扩建，但仍然无法满足观众的需求。密西根大学校队的管理层开始计划修建新球场。9月12日，新球场破土开工。
- 1927年，密西根体育场于10月1日建成。新球场的容量为72000人，和俄亥俄州立大学修建的俄亥俄体育场相当。建成当天，密西根大学主场击败了第一个来访的客队俄亥俄卫斯理大学。10月22日，死敌俄亥俄州立大学首次到访，被密西根大学零封击败。
- 1928年，球场容量扩建到85753人。
- 1930年，密西根体育场的两侧新建电子比分牌。密西根体育场成为了美国第一个拥有电子比分牌的球场。
- 1946年，密西根体育场的常规赛单场上座率突破500000大关。
- 1949年，球场的部分木质看台被改造成钢制结构，容量升高到97239人。这一年，NCAA首次对上座率做统计，密西根大学以平均每场比赛93894人的成绩领先其它学校。排在第二名的俄亥俄州立大学成绩仅为76429人。
- 1956年，球场再度扩建，容量为101001人。9月，球场两侧的比分牌上面添加了价值700000美元的新闻框。10月6日，密西根德比，球场上座率首次突破100000人大关。
- 1968年，旧的电子比分牌被更换为更先进的、超过650平方英尺的新型电子比分牌。11月16日，密西根大学34:9击败威斯康辛大学，这场比赛以后球场的真草皮被替换为人工草皮。
- 1969年，9月20日，密西根大学42:14击败范德比尔特大学，这是在新的人工草皮上的第一场比赛。10月4日，密西根大学17:40输给了客队密苏里大学，从那以后密西根大学开始了一段41场主场不败的历史。
- 1973年，密西根体育场再度扩建，座位增加到101701个。
- 1974年，从这年开始密西根体育场在全国上座率统计中遥遥领先，一直到1995年。
- 1975年，密西根体育场更换了草皮。11月8日，102415人在该球场见证了密西根大学28:0击败普渡大学的比赛。从这场比赛开始，密西根体育场连续254场比赛（截止到2014年10月）上座率超过100000人。
- 1987年，密西根体育场打破了NCAA全国赛季累积上座率记录。
- 1990年，进行于10月13日的密西根德比是密西根体育场连续第100场上座率超过100000人的比赛。11月17日，密西根大学35:18击败明尼苏达大学，此后人造草皮被移除，球场重新铺上了真草皮。
- 1991年，密西根大学与9月14日以24:14击败了圣母大学，这是他们自1968年以来首次在真草上比赛。
- 1992年，球场容量扩建至102501人。
- 1993年，密西根体育场打破了NCAA单场和累积上座率记录：11月20日的七叶树狼獾德比，密西根体育场上座率为106867人，而赛季累积上座率达到了739560人。
- 1995年，宾夕法尼亚州立大学的海狸大球场夺走了密西根体育场的赛季累积上座率的冠军头衔。
- 1996年，密西根体育场的东南门内新建了冠军纪念坛。
- 1998年，球场容量扩建至107501人,超过了阿拉巴马大学的布莱恩特·丹尼体育场。座位被涂上蓝色和黄色，组成了“密西根”和“凯旋者”的字样。西北门内新建狼獾纪念坛。9月12日，密西根大学对战雪城大学的比赛中，密西根体育场以111012人的记录刷新NCAA橄榄球比赛上座人数。9月26日密西根德比，密西根体育场以111238人的上座率，时隔一周再度刷新NCAA橄榄球比赛的上座人数。11月14日，密西根大学对战明尼苏达大学的比赛中，密西根球场上座率为111217人，一年内三度突破111000人的记录就此诞生。密西根体育场击败海狸大球场，重返赛季累积上座率的榜首。
- 1999年，密西根大学赛季首战以26：22击败圣母大学，这场比赛中密西根体育场以111523人的上座率刷新了NCAA橄榄球比赛的观众人数。9月11日，密西根大学37:3击败莱斯大学，连续第150场主场比赛上座率超过100000人。11月20日，密西根大学在密俄对抗中24:17击败了来访的俄亥俄州立大学，这场比赛的上座率为111575人，一年内再度刷新NCAA的记录。
- 2003年，密西根体育场翻修了更衣室，人造草皮重新铺在了球场上。 9月13日，密西根大学38:0击败圣母大学，111726名观众再度刷新了NCAA记录。11月22日，密西根大学35:21击败俄亥俄州立大学夺冠，112118名观众又一次打破记录。
- 2010年，密西根大学和密西根州立大学在密西根体育场举行了冰球比赛，这场比赛上座率是104173人，成为了世界上观众人数最多的一场冰球比赛。球场扩建至109901人，超过宾夕法尼亚州立大学的海狸大球场、田纳西大学的尼兰德球场和德克萨斯大学的长角牛球场，重新成为全国最大的球场。
- 2011年，密西根体育场于9月10日首次采用灯光战术，密西根大学35:31击败圣母大学，114804人的上座率再度刷新NCAA记录。
- 2012年，密西根大学的长曲棍球队于3月17日在密西根体育场迎战贝拉明大学，这是密西根体育场首次举办长曲棍球比赛。4月14日，密西根大学和俄亥俄州立大学在密西根体育场举行了长曲棍球比赛，4485名观众组成了NCAA历史上最大的长曲棍球观众团体。
- 2013年，密西根大学于9月7日击败以41:30圣母大学，NCAA的观众记录被改写为115106人。
- 2014年，密西根大学的女子长曲棍球队于3月20日首次在密西根体育场比赛，迎战温德洛浦大学。国际冠军杯中，曼联和皇马于8月2日在密西根体育场进行了一场比赛，109318名观众在现场观看了这场比赛，是北美洲观众人数最多的一场足球比赛。

## 传统

### 灯光战术
灯光战术（Under the Lights）是密西根体育场营造魔鬼主场氛围的主要战术之一，截止2014年使用过三次，分别是2011年9月10日对阵圣母大学、2013年9月7日对阵圣母大学及2014年10月11日对阵宾夕法尼亚州立大学。这三次灯光下的夜战密西根大学都取得了胜利，而且前两次还分别刷新了NCAA观众的上座纪录。

### 玉米色风暴
玉米色风暴（Maize Out）是每场比赛死忠区球迷所进行的活动，即看台西北角的死忠区全体球迷带领大多数其他主队球迷一起挥舞黄色的稻穗模型，为密西根大学狼獾队加油助威的活动，开始于2006年[9] 。玉米色风暴是受到宾夕法尼亚州立大学的海狸大球场（Beaver Stadium）的白色风暴（White Out）的启发而形成的，然而其效果并不如白色风暴，因为很多密西根的球迷会选择身穿和第一校色相同的深蓝色的衣服到场观球，导致玉米色海洋中参杂了不少深蓝色。

### 滑石大学
在宾夕法尼亚州西部，有一所规模不大的学校叫做滑石宾夕法尼亚大学（Slippery Rock University of Pennsylvania），它们的球队参加NCAA的低级别联赛。1959年的一场比赛里，当密西根体育场的报分员史蒂夫·菲利皮亚克（Steve Filipiak）照例播报其它同时进行的重要比赛的比分时，无意中在数据库上看到了这个名字滑稽的低级别联赛球队的名字，并且笑着报出了滑石大学的比分。全场观众也随之大笑。以后的几十年里，密西根体育场的报分员除了要播报其它重要比赛的比分外，还要播报滑石大学的比分。而滑石大学和密西根大学也因此成为了友好学校。滑石大学的学生多半把密西根大学狼獾队作为第二主队，并且同样憎恨俄亥俄州立大学。

### 克莱斯勒的座位
密西根体育场的官方容量为109901人。这个位数上的那个1是特指为弗里茨·克莱斯勒（Fritz Crisler）留出的一个座位。弗里茨·克莱斯勒曾于1938年到1947年在密西根大学狼獾队执教，胜率超过80%，为学校立下过功勋。可是，据克莱斯勒生前透露，他的那个座位并不在观众席内，而是隐藏在体育场中的一个神秘的角落里，只有他自己知道那个座位的位置。克莱斯勒离任之后，密西根大学狼獾队又换了很多次教练，球场也扩建翻新过数次。虽然没人发现过任何可能是克莱斯勒所说的他的座位的地方，但是在官方的座位统计中，始终会在最后为克莱斯勒加上他的那个座位。

## 其余项目

### 冰球
在2010年12月11日，密西根大学和密西根州立大学进行了一场冰球比赛的德比战，上座率达到了104,173人（一说为113,411人），这个记录打破了原先由2010年5月德国世界冰球锦标赛揭幕战创下的77,803人上座的记录，成为了世界上观众最多的冰球比赛。这场室外冰球比赛被成为“the Big Chill”，也是在密西根体育场举行的。

### 足球
2014年8月2日，作为第二届国际冠军杯（吉尼斯杯）的一部分，英格兰劲旅曼彻斯特联队和西班牙豪门皇家马德里队在密西根体育场进行了一场足球比赛。这是密西根体育场有史以来第一次举办正式的足球赛，而且参赛的是世界著名的高水平足球队，卡西利亚斯、阿韦罗亚、佩佩、卡瓦哈尔、C罗、拉莫斯、莫德里奇、伊斯科、贝尔、阿什利杨、鲁尼、玛塔、卢克肖、香川真司、埃尔兰德斯、德赫亚、克莱维利、瓦伦西亚等巨星悉数登场，这对密西根体育场来说是一个里程碑式的事件。 这场比赛上座人数约11万人，创下了皇家马德里队的观众人数记录。比赛中，曼彻斯特联队的阿什利杨于21分钟首开纪录，随后皇家马德里队的贝尔在27分钟通过点球扳平比分。 第37分钟，阿什利杨挑射，球越过鲁尼的头顶飞入球网。下半场，埃尔兰德斯在第80分钟为曼彻斯特联队再下一城。最终比分是曼彻斯特联队3:1皇家马德里队。

### 长曲棍球
密西根体育场也举办密西根大学狼獾队的男子长曲棍球赛事。2012年4月14日，密西根大学9:12不敌死敌俄亥俄州立大学的长曲棍球比赛就是在密西根体育场举行的。那场比赛的上座率有4458人，是NCAA历史上观众最多的长曲棍球比赛。